# Didymodon humboldtii
Didymodon humboldtii är en bladmossart som beskrevs av Eberhard Heinz Hegewald och P. Hegewald 1977. Didymodon humboldtii ingår i släktet lansmossor, och familjen Pottiaceae. Inga underarter finns listade i Catalogue of Life.